# Daramus serricornis
Daramus serricornis là một loài bọ cánh cứng trong họ Cerambycidae.